# Кист
Кист (нем. Kist) — община в Германии, в земле Бавария. 
Подчиняется административному округу Нижняя Франкония. Входит в состав района Вюрцбург. Подчиняется управлению Кист.  Население составляет 2423 человека (на 31 декабря 2010 года). Занимает площадь 3,87 км².
Община подразделяется на 2 сельских округа.

## Население
По оценке на 31 декабря 2015 года население общины Кист составляет 2551 чел. 

| Дата      | 1840 | 1871 | 1900 | 1925 | 1939 | 1950 | 1961 | 1970 | 1987 | 2011 |
| --------- | ---- | ---- | ---- | ---- | ---- | ---- | ---- | ---- | ---- | ---- |
| Население | 546  | 736  | 686  | 785  | 999  | 1330 | 1456 | 1890 | 2293 | 2469 |

| Год       | 1960 | 1970 | 1980 | 1990 | 2000 | 2009 | 2010 | 2011 | 2012 | 2013 | 2014 | 2015 |
| --------- | ---- | ---- | ---- | ---- | ---- | ---- | ---- | ---- | ---- | ---- | ---- | ---- |
| Население | 1472 | 1888 | 2139 | 2393 | 2508 | 2433 | 2423 | 2479 | 2458 | 2470 | 2495 | 2551 |